# Чаячье (озеро)
Чаячье — пресное озеро, находится в черте города Северодвинска на острове Ягры, менее чем в четырёхстах метрах от Двинского залива Белого моря.
Имеет вытянутую форму. Протяжённость озера около 280 метров, а максимальная ширина 105 метров. Озеро с разных сторон окружают дома Приморского бульвара, Проспекта Бутомы, улиц Октябрьской и Ричарда Ченслора.

## Животный мир
Несмотря на небольшое удаление от моря и малые размеры, вода в озере пресная и в нем встречаются сугубо пресноводные организмы, такие как инфузория-туфелька и дафния. Зимой озеро замерзает, а помимо чаек, на тёплое время на озеро прилетают размножаться утки. В перестроечные годы популяция уток была под угрозой - их в буквальном смысле едва всех не съели, но сейчас она восстанавливается весьма быстрыми темпами, благодаря тому, что основу их корма уже давно составляет хлеб, которым островитяне с удовольствием и вдоволь их откармливают.
Изредка в озере можно увидеть выдр, которые большую часть времени проводят в зарослях камыша.

## Интересные факты
22 марта 2009 года озеро было показано в телевизионной игре-викторине Своя игра. Причём была использована фотография, представленная в данной статье, а ударение в названии острова было поставлено ошибочно — Ягры́.[значимость факта?]